# Diamondhead
Diamondhead és una concentració de població designada pel cens dels Estats Units a l'estat de Mississipi. Segons el cens del 2000 tenia 5.912 habitants.

## Demografia
Segons el cens del 2000, Diamondhead tenia 5.912 habitants, 2.559 habitatges, i 1.916 famílies. La densitat de població era de 201,3 habitants per km².
Dels 2.559 habitatges en un 23,5% hi vivien nens de menys de 18 anys, en un 67,8% hi vivien parelles casades, en un 5% dones solteres, i en un 25,1% no eren unitats familiars. En el 21,6% dels habitatges hi vivien persones soles el 10,6% de les quals corresponia a persones de 65 anys o més que vivien soles. El nombre mitjà de persones vivint en cada habitatge era de 2,29 i el nombre mitjà de persones que vivien en cada família era de 2,64.
Per edats la població es repartia de la següent manera: un 18,8% tenia menys de 18 anys, un 3,2% entre 18 i 24, un 23,4% entre 25 i 44, un 29,8% de 45 a 60 i un 24,9% 65 anys o més.
L'edat mediana era de 48 anys. Per cada 100 dones de 18 o més anys hi havia 89,9 homes.
La renda mediana per habitatge era de 51.361 $ i la renda mediana per família de 58.533 $. Els homes tenien una renda mediana de 41.725 $ mentre que les dones 29.595 $. La renda per capita de la població era de 26.631 $. Entorn del 4,3% de les famílies i el 7,2% de la població estaven per davall del llindar de pobresa.

## Poblacions més properes
El següent diagrama mostra les poblacions més properes.